# Div Yezh
Div Yezh (bretó Dues llengües) és una associació que aplega els pares dels alumnes de les escoles públiques bilingües a la Bretanya. La seva seu central és a Rostrenen.

## Història
L'associació fou creada el 1979 sota l'impuls de Jakez Cosquer, amb el nom d'Association de Parents d'Elèves pour l'Enseignement du Breton (APEEB). Tanmateix no fou fins al 1983 quan s'obriren les primeres classes bilingües a Rennes, Lannion i Saint-Rivoal, degut al fet que el 1982 la circular Savary va autoritzar la posada en pràctica de classes bilingües. El setembre de 2001 s'assolí un nou pas endavant institucional quan el ministre d'educació francès Jack Lang va aprovar dues circulars (2001-1671 i 2001-168) reconeixent "l'interès educatiu d'un bilingüisme francès-llengua regional" i indicant les modalitats de posada en pràctica d'aquest ensenyament.
L'associació canvià el nom a començaments dels anys 90 per adoptar el de Div Yezh. L'associació representa avui dia als pares de 5.995 alumnes des de l'escola maternal fins al liceu (curs 2011).

## Presidents de Div Yezh
| Nom               | Mandat      |
| ----------------- | ----------- |
| Paul Molac        | Des de 2001 |
| Alan Ar Gal       | 1996-2001   |
| Michel Sohier     | 1992-1996   |
| Jean-Yves Broudic | 1984-1992   |
| Jakez Cosquer     | 1979-1984   |

## Finançament i organització
Div Yezh és una organització sense ànim de lucre creada per la llei de 1901 i que federa una cinquantena d'associacions locals, que han estat creades després de la formació de les classes bilingües a les escoles públiques. Està dirigida per un consell d'administració, el cap del qual és actualment Paul Molac. L'assemblea general es reuneix l'octubre o novembre de cada any en un municipi diferent, però on hi hagi una classe bilingüe. La seu de l'associació es troba a Rostrenen i té tres assalariats que treballen arreu del territori bretó amb l'objectiu d'obrir noves classes bilingües. El seu finançament prové principalment del Consell Regional de Bretanya dels consells generals de Morbihan, Finisterre, Costes del Nord i Ille i Vilaine. Publica gtres cops a l'any la revista Div Yezh Er Skolioù, destinada no sols als associats sinó també als interessats en l'educació en bretó, pares, alumnes i administració. La revista és totalment bilingüe, amb el mateix espai dedicat a ambdues llengües.

## Accions
Div Yezh acompanya als pares d'alumnes i als ajuntaments en l'obertura de noves aules bilingües. També promociona aquest ensenyament, dona suport als dossiers d'apertura de noves aules i a les demandes de llocs suplementaris dels pares. També forma part del Consell Acadèmic de les Llengües Regionals (CALR) i està reconeguda com a associació de pares d'alumnes de l'educació nacional. El CALR és una comissió consultiva del tipus comissió paritària com el Comitè Acadèmic per a l'Educació Nacional (CAEN), i fou creada el 2001 per Jack Lang.
El CALR està format per tres col·legis. El primer reuneix els membres de l'administració de l'Educació Nacional, inclosos els inspectors educatius i pedagògics, i és presidit pel rector. El segon col·legi reuneix els sindicats de mestres (FSU, SGEN) i les associacions de pares (FCPE-URAPEL), i el tercer col·legi les associacions culturals, inclosa Dihun, Diwan i Div Yezh.
Div Yezh també organitza manifestacions en defensa del bretó i de l'escola pública, així com conferències i debats a les comunes on hi ha aules bilingües sobre els avantatges de l'ensenyament bilingüe. Un dels més sol·licitats en aquests debats és el professor Gilbert Dalgalian, investigador en didàctica de les llengües, doctor en lingüística, i exdirector d'educació de l'Aliança Francesa. Les associacions locals del Div Yezh, organitzen esdeveniments a nivell local (festoù noz, festoù-deiz, concerts, marxes ...) per a recaptar diners per ajudar els projectes de les classes bilingües, material escolar o promocionar les aules.

## Dificultats
Els principals frens al desenvolupament d'aquesta opció educativa són :
- el rebuig a l'apertura de noves aules de primària per les inspeccions acadèmiques, la manca de professors bilingües a les acadèmies en qüestió (sigui per manca de places ofertes a concurs, sigui perquè els mestres bilingües són nomenats per a places monolingües - francès)
- les condicions d'ensenyament (efectius nomenats, problemes de substitucions, utilització de professors suplents...)
- els alcaldes desfavorables, que refusen l'apertura de classes o bé refusen escolaritzar al seu municipi infants procedents d'altres municipis.
- els equips de professors a les escoles que no volen veure aules bilingües a la seva escola.

## Col·laboracions
En el seu treball diari l'associació col·labora amb :
- els partidaris de l'ensenyament bilingüe (associació Dihun, escoles Diwan, la Unió de Mestres de Bretó (UGB). Totes ells són aplegats en el si de la comissió d'ensenyament del Consell Cultural de Bretanya (KSB),
- els partidaris de l'escola pública (la FCPE, que ha pres posició a favor de l'ensenyament bilingüe al seu congrés nacional de Pessac, el 2000),[3]
- els sindicats de mestres (principalment la FSU, la SGEN que són presents al CALR),
- Ofis ar Brezhoneg amb el seu treball de sensibilització davant les institucions, sobretot municipals,
- les associacions culturals,
- les institucions (alcaldies, col·lectivitats territorials, educació nacional...)

## Col·loquis de la FLAREP
Per altra banda, Div Yezh també és membre de la FLAREP (Federació per les Llengües Regionals a l'Ensenyament Públic) que reagrupa les principals associacions o federacions de pares d'alumnes i/o de mestres que treballen per al desenvolupament de les llengües regionals al servei d'educació pública. Cada any s'organitza un col·loqui de la FLAREP a un territori de França on hi hagi una oferta d'ensenyament bilingüe públic. Div Yezh es veu obligada a organitzar un col·loqui cada 6 o 8 anys. El darrer col·loqui de la FLAREP celebrat a la Bretanya tingué lloc el 2003 a Ploemeur, al centre cultural bretó i cèltic Amzer Nevez.
| Col·loquis FLAREP a Bretanya | Lloc                                     | Data                      | Tema                                     |
| ---------------------------- | ---------------------------------------- | ------------------------- | ---------------------------------------- |
| 4t                           | Douarnenez (Finisterre)                  | octubre de 1990           |                                          |
| 10è                          | Rostrenen (Costes D'Armor)               | 26 i 27 d'octubre de 1996 | L'infant bilingüe i el seu entorn        |
| 17è                          | Centre Amzer Nevez - Ploemeur (Morbihan) | 25 a 27 d'octubre de 2003 | Què és una política lingüística global ? |

## Distincions
L'associació Div Yezh va rebre el primer premi als "Prizioù" de France 3 Ouest, el 10 de desembre de 2003 a Douarnenez, en la categoria Premi del bretonòfon de l'any (ex aequo amb l'associació Stumdi). Els Prizioù recompensen aquells que afavoreixen el promouen la difusió del bretó.